# Курово (Пшасниський повіт)
Курово (пол. Kurowo) — село в Польщі, у гміні Красне Пшасниського повіту Мазовецького воєводства.
Населення — 95 осіб (2011).
У 1975-1998 роках село належало до Цехановського воєводства.

## Демографія
Демографічна структура станом на 31 березня 2011 року:
|          | Загалом | Допрацездатний вік | Працездатний вік | Постпрацездатний вік |
| -------- | ------- | ------------------ | ---------------- | -------------------- |
| Чоловіки | 49      | 10                 | 35               | 4                    |
| Жінки    | 46      | 9                  | 29               | 8                    |
| Разом    | 95      | 19                 | 64               | 12                   |